# Jerzy Dzieduszycki (1575–1641)
Jerzy Dzieduszycki herbu Sas (ur. 1575, zm. 10 maja 1641) – kasztelan lubaczowski w latach 1604–1635. Lustrator dóbr królewskich w województwie ruskim w Rzeczypospolitej Obojga Narodów. Syn Wacława Dzieduszyckiego i Katarzyny z Oszczowa. Ożenił się i miał syna Aleksandra Dzieduszyckiego.
Był uczestnikiem popisu pospolitego ruszenia ziemi lwowskiej i powiatu żydaczowskiego w 1621 roku.